# Mutas
Mutas (estniska: Mudaste) är en by på Dagö i västra Estland. Det ligger i Hiiu kommun och landskapet Hiiumaa (Dagö kommun och län), 130 km sydväst om huvudstaden Tallinn och 10 km väst om länshuvudorten Kärrdal. Mutas hade 10 invånare år 2011.
Byn är känd från 1591 då den omnämns i källorna som Moddas. Mutas med omnejd var bebodd av estlandssvenskar fram till 1781 då 90 procent av alla svenskspråkiga på Dagö deporterades till Ukraina där Gammelsvenskby grundades 1782. 
Mutas ligger på norra Dagö vid buktens Meelste lahts strand. Udden Taknenäset ligger norrut och kyrkorten Röicks åt sydväst. Inåt land ligger byn Malmas där det ligger ett ortodoxt kapell är beläget.